# フィリス・ホイートリー
フィリス・ホイートリー（Phillis Wheatley, 1753年頃 - 1784年12月5日）はアメリカの詩人で、アフリカ系アメリカ人女性として初めて詩集を出版した人物である。西アフリカ生まれで、7歳か8歳の時に奴隷として売られ、北アメリカに連れ出された。ボストンのホイートリー家に買われ、一家から読み書きを習い、才能を見いだされて詩作をするようになった。
1773年に主人の息子とロンドンに旅をした時、自作を刊行すべく、フィリスはさまざまな著名人と会ってパトロンになってもらった。ロンドンでフィリスの詩集であるPoems on Various Subjects, Religious and Moralが1773年9月1日に刊行され、イングランドとアメリカの植民地両方で名声を博した。数年後、アフリカ系アメリカ人の詩人ジュピター・ハモンは自作の詩でフィリスを称えている。
フィリスは自作の刊行後、ホイートリー家から解放され、奴隷ではなくなった。1778年に結婚した。生まれた子供のうち2人は幼いうちに亡くなった。1784年に夫が負債で投獄された後、ホイートリーは貧窮のうちに労働に追われ、病気で亡くなった。最後に残っていた幼い息子もその直後に亡くなった。

## 生い立ち

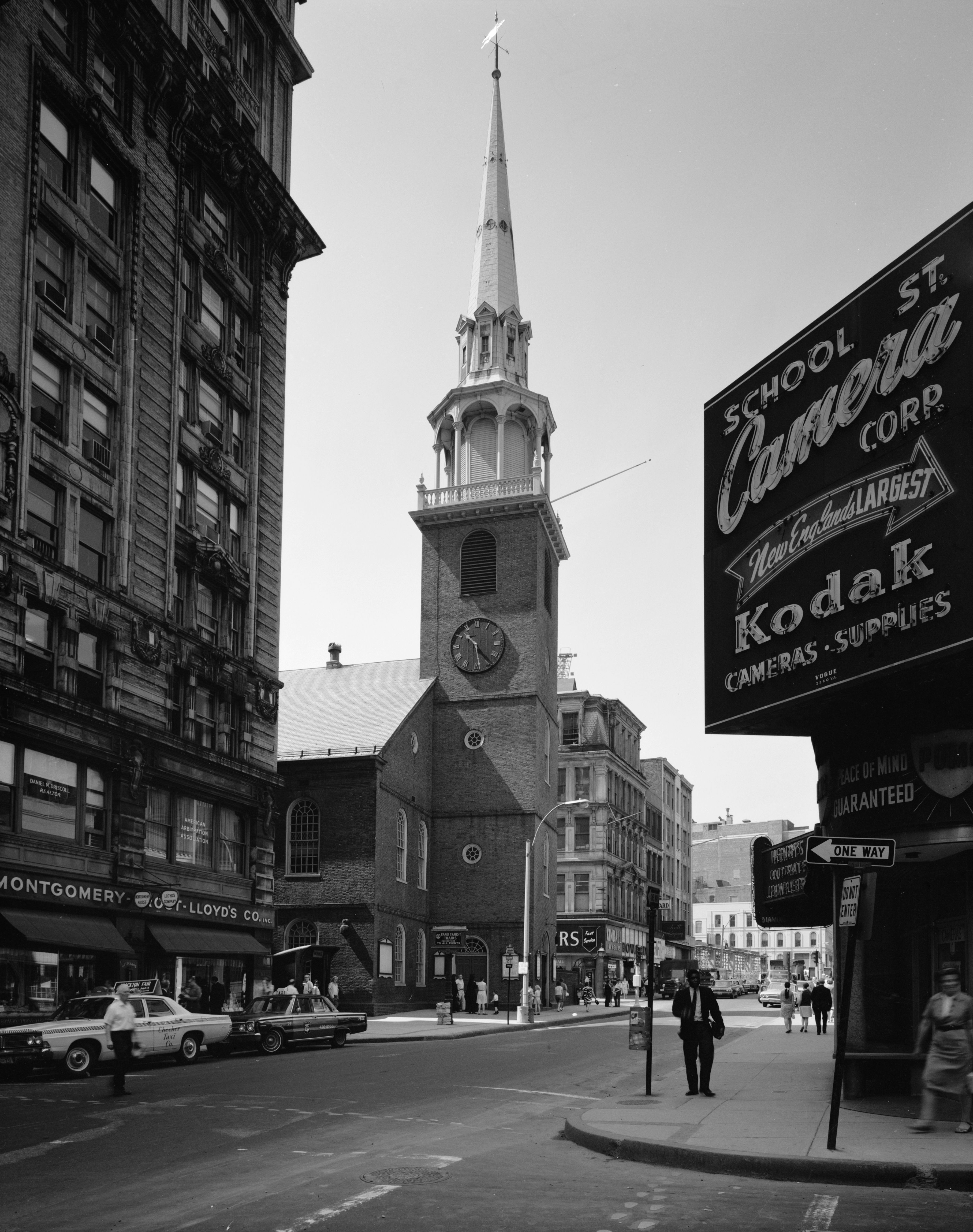
フィリス・ホイートリーが通っていた教会であるオールド・サウス集会場

生まれた日時や場所についての記録は残っていないが、研究者によると、フィリス・ホイートリーは1753年に西アフリカ、おそらくは現在のガンビアかセネガルあたりで生まれた可能性が高い。地域の首長が地元にやって来た商人にフィリスを売り、その商人はフィリス号という船でこの少女を1761年7月11日にマサチューセッツ州ボストンにあるイギリスの植民地に連れてきた。船はティモシー・フィッチのもので、船長はピーター・グウィンだった。
フィリスはボストンの富裕な商人であるジョン・ホイートリーに買い取られて読み書きを教わり、才能を見いだされて文学や古典を学ぶようになった。キリスト教の信仰にも関心があり、11歳の時にはモヒガン族出身の聖職者であるサムソン・オッカムに手紙を出し、友人になっている。やがて詩を書くようになり、14歳の時には初めての詩"To the University of Cambridge, in New England"を書いた。フィリスが詩を書くにあたっては、アレキサンダー・ポープ、ジョン・ミルトン、ホメロス、ホラティウス、ウェルギリウスなどを学んだことが影響を与えていた。

## 詩人として
1768年、ホイートリーは"To the King's Most Excellent Majesty"を書き、ジョージ3世が1765年印紙法を撤回したことを称えた。フィリスはアメリカ合衆国の独立を支持するようになっていった。1770年にはフィリスは福音主義の立役者である伝道者ジョージ・ホウィットフィールドの死をいたむ挽歌“An Elegiac Poem, on the Death of the Celebrated Divine George Whitefield”を書き、これは大評判になった。 
植民地に住む多くの人々は、アフリカからやってきた奴隷が優れた詩をものすということが信じられず、フィリスは1772年に自らが詩を書いたことを証明するため法廷に出て自分を弁護せねばならなくなった。 
1773年、20歳の時、フィリスはホイートリー家の息子であるナサニエルに同伴してロンドンに行ったが、これはフィリスの健康のためでもあり、またジョンの妻スザンナがイギリスのほうがフィリスが詩を刊行できるチャンスが得られるだろうと考えたからでもあった。フィリスはロンドン市長をはじめとする様々な重要人物に会った。ハンティンドン伯爵夫人セリナ・ヘイスティングスがフィリスの才能に目をつけて詩集のパトロンとなり、1773年の夏にセリナへの献辞とともに詩集Poems on Various Subjects, Religious and Moral by Phillis Wheatley, Negro Servant to Mr. John Wheatley, of Boston, in New Englandが刊行された。セリナが病気だったため、直接フィリスと会うことはできなかった。2人の間に取り交わされた書簡が残っている。
スザンナ・ホイートリーが病気になったため、フィリスは詩集が刊行される前にボストンに帰国することとなった。詩集が刊行された後、フィリスはホイートリー家から解放され、奴隷の身分ではなくなった。
フィリスの詩集Poems on Various Subjects, Religious and Moralは1816年までに11版が刊行された。1773年の『ロンドン・マガジン』ではこの詩集がとりあげられ、「驚くべき天才の作品というわけではない」が「若く、教育を受けていないアフリカ人」の作品としては注目すべきものだという批評が掲載された。 

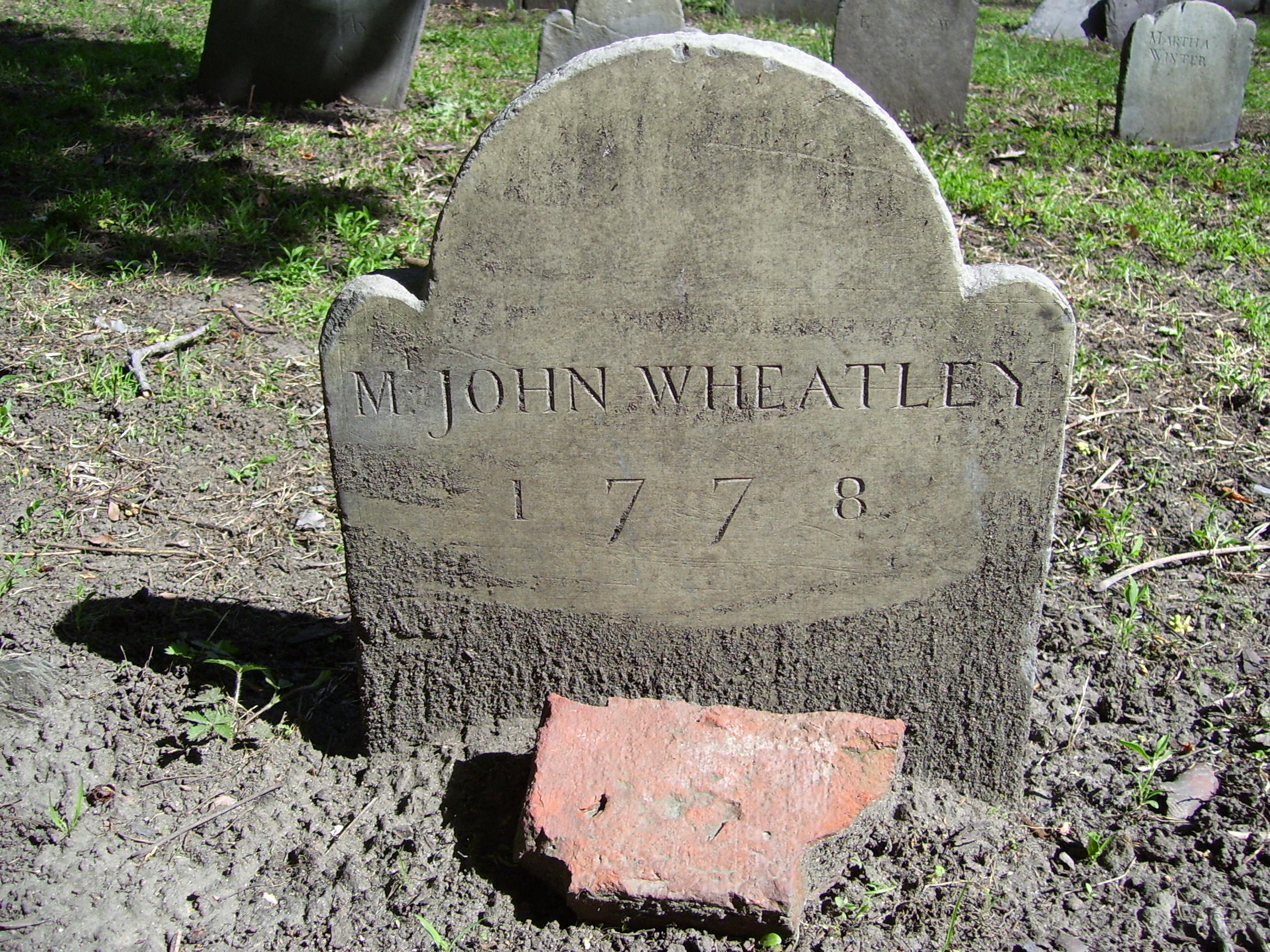
ジョン・ホイートリーの墓。

詩作のみならず、フィリスは書簡などを通じて自らの意見を書き残しており、他の知識人との交流もあった。1774年、フィリスは知人であったサムソン・オッカムへの手紙で、アメリカにおいては奴隷にも生まれながらに人間としての権利が与えられるべきだというオッカムの考えを賞賛している。イギリスの慈善活動家であるジョン・ソーントンとも手紙のやりとりをしており、ソーントンは奴隷制度廃止運動家のジョン・ニュートンへの手紙でフィリスの詩について論じている。
1775年に、フィリスは"To His Excellency, George Washington"という詩をジョージ・ワシントンに送った。. 1776年、ワシントンはフィリスをマサチューセッツ州ケンブリッジの基地に招待し、フィリスは3月に招待に応じた。トマス・ペインはこの詩を1776年4月の『ペンシルヴェニア・ガゼット』に再掲した。
フィリスは1774年にスザンナが亡くなるまで看病し、1778年頃まではもとの主人であるホイートリー家の人々と暮らしていた。ジョン・ホイートリーが亡くなった後、1778年にフィリスは自由黒人のジョン・ピーターズと結婚した。夫妻は生活に苦労しており、生まれた子供のうち2人が赤ん坊のうちに死んでしまった。
1779年にフィリスは2冊目の詩集の計画書を作ったが、金銭的な問題、解放後にパトロンがいなくなったこと（本の刊行はしばしば事前講読予約により買い取りが決まっていることを前提に行われていた）、アメリカ独立戦争 (1775–83) などの事情により果たせなかった。しかしながらこの2冊目の詩集で刊行される予定だった詩の中にはのちにパンフレットや新聞に載ったものもある。
夫のジョン・ピーターズは借金を抱えるようになり、フィリスはボストンの寄宿舎でメイドとして働くようになった。1784年12月5日、31歳で亡くなった。幼い息子もほぼ同時に亡くなっている。フィリスはグラナリー墓地に葬られた。

## 作風
フィリスは詩の力は計り知れないものであると信じて詩作を行っていた。ジョン・C・シールズはフィリスの作品は「輝かしく燦めいているというよりは観想的で内省的」だと評している。キリスト教的な内容を表現した作品が中心で、多数の詩が著名人に捧げられており、3分の1以上がエレジーで、他の詩も宗教的、古典主義的、抽象的テーマを扱っている。 

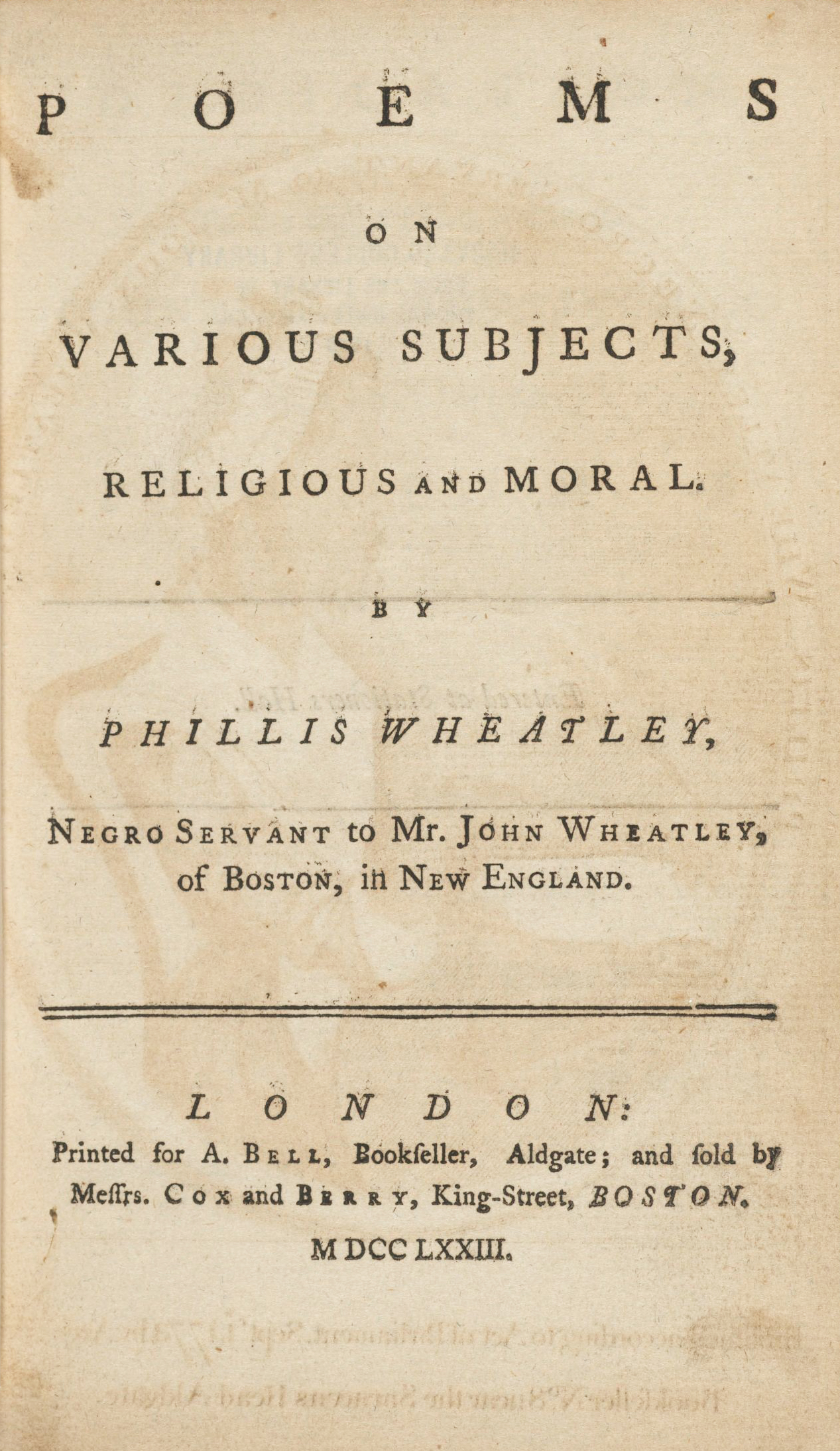
Poems on Various Subjects, Religious and Moral, 1773

繰り返し現れる主な主要テーマとしては、キリスト教の信仰、古典主義、秘儀的な太陽信仰という3つがあげられる。秘儀的な太陽信仰はアフリカから持ち込んだ文化の一端である可能性があり、太陽神はアフリカ文化の一部として表現され、太陽を指す時に多数の異なる語が使用されているのはそのせいかもしれない。たとえば、フィリスはアウローラを8回、「アポローンを7回、ポイボスを12回、ソールを2回」用いている。ジョン・C・シールズによると、「光」"light"という言葉は、フィリスが置いてきたアフリカの歴史を示すがゆえにその詩において重要である。またシールズによると、「太陽」"Sun"は「息子」"Son"の同音異義語であり、ホイートリーはこの語をイエス・キリストを指すための掛詞として使っている。キリスト教の神性を指す時に"heav'nly muse"という言葉も使っており、"To a Clergy Man on the Death of his Lady"と"Isaiah LXIII"という2つの詩に登場する。シールズは、古典主義的モチーフの使用はフィリスを他の同時代の詩人から区別する重要な特徴だと考えている。
フィリスはめったに作中で自分の人生について語らないが、その一例が奴隷制についての詩である"On being brought from Africa to America"であり、この作品では奴隷となってアメリカにやってくることでキリスト教の信仰に導かれたことが"mercy"「慈悲」だったと表現されている。しかしながら他の詩では、奴隷制が残酷な運命であると批判されている。フィリスの奴隷制度に対する批判は次第に強さを増し、書簡では人間の自由について触れたものが残っている。

## 評価
フィリス・ホイートリーはアフリカ系アメリカ人女性としては初めて詩集を出版した人物であり、またアメリカの女性詩人全体で見ても、詩集を刊行したのはアン・ブラッドストリートに次いで二番目である。
1773年にPoems on Various Subjectsが刊行されると、フィリスは「地球上で最も有名なアフリカ人」になった。ヴォルテールはフィリスが黒人が詩作できることを証明したと書簡で述べている。 ジョン・ポール・ジョーンズは同僚の軍人に、自分が個人的に書いたものを「9人のムーサとアポローンお気に入りのアフリカ人であるフィリス」に届けてほしいと頼んでいる。アメリカ合衆国建国の父からも賞賛を得ており、ジョージ・ワシントンはフィリスが自分を称える詩を書いた後、フィリスに手紙を書いて「スタイルと手法により、あなたが素晴らしい詩才をお持ちであることは明らかに証明されています」と記している。
1778年にアフリカ系アメリカ人である詩人のジュピター・ハモンはフィリスに捧げる頌歌"An Address to Miss Phillis Wheatley"を書いているが、ハモンによるとフィリスは詩作にあたってハモンが異教的な影響と考えるものに屈しており、このためハモンの頌歌は21の脚韻を用いた四行連からなっていて、それぞれに関連する聖書の詩句がついていたが、こうしてハモンはフィリスをキリスト教的な道に戻そうとした。

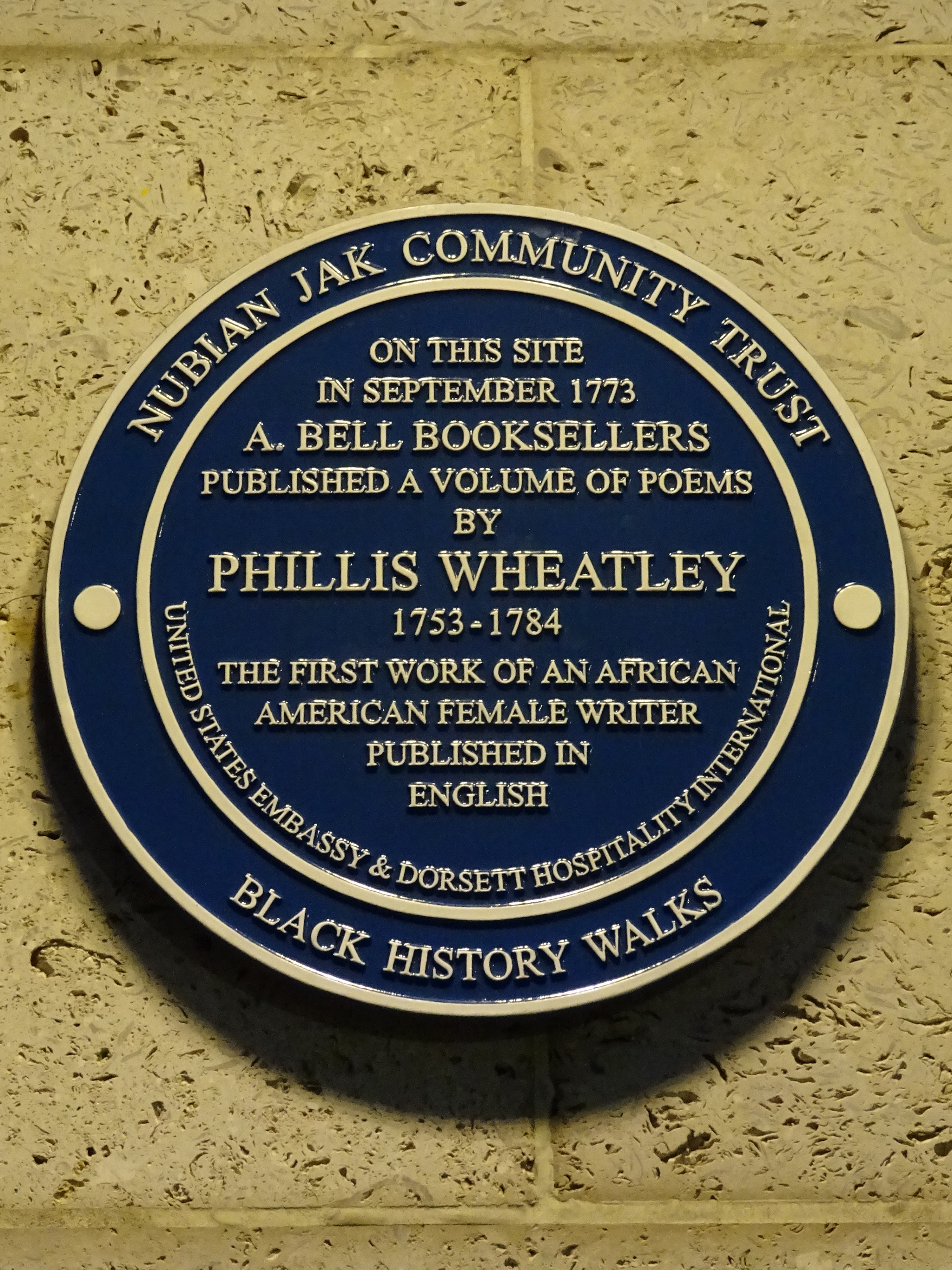
オールゲイトにあるフィリス・ホイートリーのブルー・プラーク。

1838年にボストンに本拠地を置く出版者で奴隷制度廃止運動家であるアイザック・ナップが、フィリスの作品をノースカロライナ州の詩人で奴隷であるジョージ・モーゼス・ホートンの作品と一緒にまとめて、Memoir and Poems of Phillis Wheatley, A Native African and a Slave. Also, Poems by a Slaveとして刊行した。 
その後の批評家は、フィリスの作品をアフリカ系アメリカ人文学というジャンルのいしづえを築いたものだと見なしている。2002年に研究者のモレフィ・ケテ・アサンテはフィリス・ホイートリーを「100人の偉大なアフリカ系アメリカ人」のひとりとして選出した。
2012年にロバート・モリス大学はコミュニケーション情報科学学部の新しい建物をフィリス・ホイートリーの名前に因んで命名した。マサチューセッツ大学ボストン校のホイートリー・ホールもフィリス・ホイートリーにちなむものである。ボストン女性ヘリテージトレイルでも顕彰を受けた。  
2019年7月16日、ホイートリーの初作を1773年9月に刊行したA・ベル・ブックセラーズがあったロンドンの住所（8 Aldgate、現在のドーセット・シティ・ホテル）で、ヌビアン・ジャク・コミュニティ・トラストとブラック・ヒストリー・ウォークスにより、フィリスを記念するブルー・プラークのお披露目が行われた。